# Deutsche Arbeiter Jugend
Die Deutsche Arbeiter Jugend (DAJ) war eine neonazistische Organisation.

## Geschichte
Gegründet wurde die DAJ im Jahre 1982 von einem 20-jährigen ehemaligen Mitglied der Nationaldemokratischen Partei Deutschlands (NPD) in Berlin und öffentlich erstmals im Sommer 1982 wahrgenommen. Sie setzte sich aus Mitgliedern der Wiking-Jugend, ehemaligen Mitgliedern der NPD sowie früheren Angehörigen der verbotenen Volkssozialistischen Bewegung Deutschlands / Partei der Arbeit zusammen. Die Mitglieder der Gruppierung führten paramilitärische Übungen durch. Bei Hausdurchsuchungen von 17 Mitgliedern der Gruppe am 8. Dezember 1982 fand die Polizei Waffen, Uniformen und Neonazi-Literatur. Am 17. April 1983 überfiel eine achtköpfige, mit Schlagstöcken und Messern ausgerüstete Aktivistengruppe, darunter vier Anhänger der DAJ, ein besetztes Haus in Berlin-Kreuzberg. Die DAJ wurde 1983 im Rahmen von Strafverfolgungsmaßnahmen aufgelöst. 1984 wurde der Gründer verurteilt, da er nach Ansicht des Gerichts mit der DAJ eine Nachfolgeorganisation der NSDAP gegründet und damit gegen alliiertes Recht verstoßen hätte.
Mitglieder der Gruppe organisierten sich später im Verein Freie Umschau, welcher eine gleichnamige Zeitschrift herausgab. Wolfram Nahrath war 1988 Vorsitzender des Vereins.